# Zulfiandi
Zulfiandi (sinh ngày 17 tháng 7 năm 1995)  là một cầu thủ bóng đá người Indonesia hiện tại thi đấu cho Sriwijaya FC ở Indonesia Super League ở vị trí tiền vệ phòng ngự.

## Sự nghiệp câu lạc bộ
Ngày 11 tháng 11 năm 2014, anh ký bản hợp đồng 4 năm với Persebaya Surabaya. Anh có màn ra mắt ngày 5 tháng 4 năm 2015 đá chính, kết thúc với chiến thắng 1–0 trước Mitra Kukar trên Sân vận động Gelora Bung Tomo.

## Thống kê sự nghiệp

### Câu lạc bộ
Tính đến 12 tháng 4 năm 2015.
| Câu lạc bộ          | Mùa giải            | Giải vô địch           | Giải vô địch | Giải vô địch | Piala Indonesia | Piala Indonesia | Châu Á  | Châu Á    | Khác    | Khác      | Tổng    | Tổng      |
| Câu lạc bộ          | Mùa giải            | Hạng đấu               | Số trận      | Bàn thắng    | Số trận         | Bàn thắng       | Số trận | Bàn thắng | Số trận | Bàn thắng | Số trận | Bàn thắng |
| ------------------- | ------------------- | ---------------------- | ------------ | ------------ | --------------- | --------------- | ------- | --------- | ------- | --------- | ------- | --------- |
| Persebaya Surabaya  | 2015                | Indonesia Super League | 2            | 0            | 0               | 0               | —       | —         | —       | —         | 2       | 0         |
| Persebaya Surabaya  | Tổng                | Tổng                   | 2            | 0            | 0               | 0               | —       | —         | —       | —         | 2       | 0         |
| Tổng cộng sự nghiệp | Tổng cộng sự nghiệp | Tổng cộng sự nghiệp    | 2            | 0            | 0               | 0               | —       | —         | —       | —         | 2       | 0         |

### Đội tuyển quốc gia
Tính đến 10 tháng 10 năm 2019
| Indonesia | Indonesia | Indonesia |
| Năm       | Trận      | Bàn       |
| --------- | --------- | --------- |
| 2018      | 5         | 1         |
| 2019      | 5         | 0         |
| Tổng cộng | 10        | 1         |

### Bàn thắng quốc tế
Bàn thắng và kết quả của Indonesia được để trước.
| #  | Ngày                 | Địa điểm                                    | Đối thủ  | Bàn thắng | Kết quả | Giải đấu     |
| -- | -------------------- | ------------------------------------------- | -------- | --------- | ------- | ------------ |
| 1. | 17 tháng 11 năm 2018 | Sân vận động Rajamangala, Bangkok, Thái Lan | Thái Lan | 0–1       | 4–2     | AFF Cup 2018 |

## Danh hiệu

### Câu lạc bộ
Bhayangkara
- Liga 1: 2017

Sriwijaya FC
- Indonesia President's Cup: 2018 3rd place

### Quốc tế
U-19 Indonesia
- Giải vô địch bóng đá U-19 Đông Nam Á: 2013